# Relaciones Albania-Chile
Las relaciones Albania-Chile son las relaciones internacionales entre la República de Albania y la República de Chile.
Respecto a la relación bilateral, en 2004 entró en vigencia el acuerdo para la supresión de visado en pasaportes diplomáticos y oficiales suscrito entre Albania y Chile.
En materia económica, el intercambio comercial entre ambos países ascendió a los 0,7 millones de dólares estadounidenses en 2022, lo que supuso un 1,8% de crecimiento promedio anual en los últimos cinco años. Los principales productos exportados por Chile fueron nueces, mejillones y vinos, mientras que Albania exportó mayoritariamente aparatos para filtrar gases y calzados.

## Misiones diplomáticas
- La embajada de Albania en Brasil concurre con representación diplomática a Chile. Asimismo, cuenta con un consulado honorario en Santiago de Chile.[3]

- La embajada de Chile en Roma, Italia concurre con representación diplomática a Albania.